# プラダ
プラダ (Prada S.p.A.) は、ミラノに本社を置いているイタリアを代表する高級ファッションブランドを展開するアパレル企業である。プラダ（レディース・メンズ）のほか、ミュウミュウ（レディース）を展開している。いずれもデザイナーは創業家3代目のミウッチャ・プラダ。自社ブランド以外に、イギリスの靴メーカー チャーチ、CAR SHOEを傘下におく。かつてはジル・サンダー、ヘルムート・ラングも傘下にあった。

## 沿革

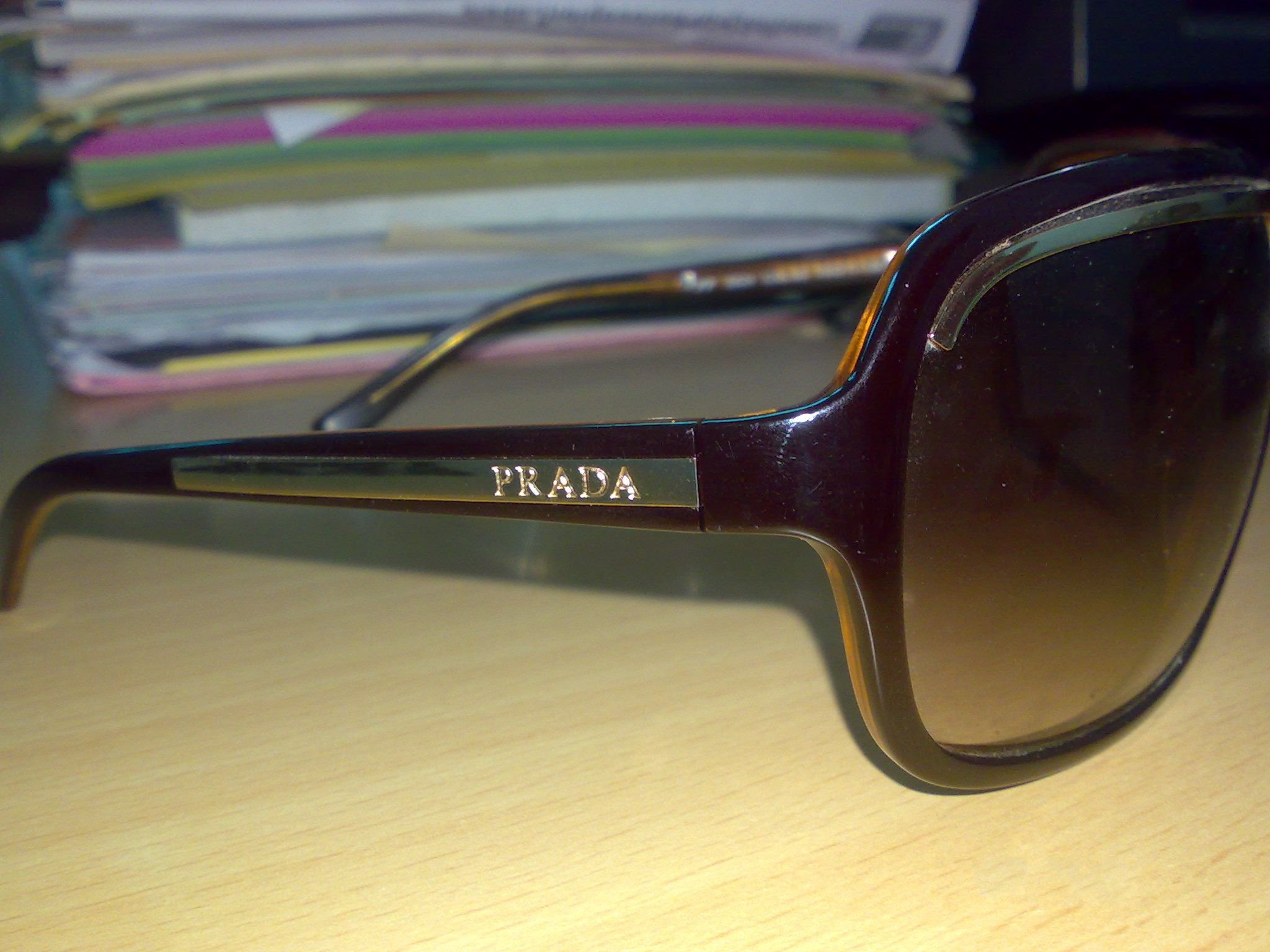
プラダのサングラス。ルックスオティカ社製造で、日本ではミラリジャパンによって展開されている。

1913年、マリオ・プラダ（Mario Prada）とマルティーノ・プラダ（Martino Prada）の兄弟が、ミラノの中心にあるヴィットーリオ・エマヌエーレ2世のガッレリアに、プラダ1号店として皮革製品店フラテッリ・プラダ（Fratelli Prada／プラダ兄弟）を開業する。世界から珍しい素材や質の高い皮を集めて製品を作っていた。それが評判となり、1919年にイタリア王室の御用達となった。
1958年に創業者であるマリオ・プラダが死去、マリオの娘ルイーズが革製品店として引き継いだものの、時代の変化に対応できずブランドは凋落し、長く低迷期が続いた。
1978年、マリオの孫娘であるミウッチャ・プラダ (Miuccia Prada) がオーナー兼デザイナーに就任。ミウッチャ・プラダは1950年、ミラノに生まれ、ミラノ大学では社会学部政治学科を専攻し、博士号。「日常を贅沢に飾る」をコンセプトとし、現代的で革新的な素材使いやデザインの斬新さと、伝統や歴史等の過去とのみごとな調和で世界的なブームになる。彼女ほど女性の内面を表現できるデザイナーはいないと評された。マリオが旅行用カバンに用いていた工業用防水ナイロン素材「ポコノ」製のバッグが開発され話題となり、次々と新しいバッグやリュックを発表し、日本やアメリカなどで人気となる。
アパレル分野に進出したのは比較的最近で、1985年に靴、1989年に婦人服、1994年に紳士服のコレクションをスタートした。1993年には「ミュウミュウ」（MIU MIU）を設立。ブランド名のMIU MIUは、ミウッチャ・プラダの幼少時代からのニックネームが語源。
1990年代、新商品の展開を進めつつ、美術プロジェクト「プラダ財団」設立、その他多数の同業他社の買収など、事業の多角化に乗り出した。2000年代以降は、財政難から1990年代に買収したブランドの多くを手放しつつも、携帯電話のデザイン、世界各国の伝統工芸品を素材として起用した「メード・イン・〜」シリーズなど、商品展開の幅を広げ、日本を含むアジア圏への進出を積極的に進めている。
2011年、香港市場への新規株式公開（IPO）を決定。これまでにもプラダグループは、ミラノ証券取引所などへ何度か株式公開を計画したが、世界情勢の悪化などを理由に上場を先延ばし。2010年8月には中国企業が買収目的で株式を買い増したが買収を断念。2011年1月22日に北京で2011年春夏コレクションのファッションショーを開催し、グループが香港市場で株式公開を検討していることが、複数の海外メディアに報じられた。27日に開催されたグループの取締役会において、香港株式市場に新規株式公開に向けた計画が議決。株式公開のコーディネーターには、インテーザ・サンパウロ、ユニットバンカイミ、ユニクレジット、ゴールドマン・サックスが指名される。6月24日上場し取引を開始した。これを機に、中国をはじめアジア市場におけるビジネス拡大を狙うとみられている。
洗練されたライン、上質かつ的確な素材選び、徹底したミニマリズムからスポーツ、ミックスまで最新鋭の技術を擁する。キャンバス地などの素材も使用するが、やはりナイロン素材が定番であり、人気である。
なお、現在のプラダ・グループのCEOはミウッチャ・プラダの夫であるパトリッツィオ・ベルテッリである。

### 年表
1940年代以前
- 1913年 - マリオ・プラダにより、ミラノにカバン工房「フラテッリ・プラダ（プラダ兄弟）」として創業。

1950年代以降
- 1958年 - マリオ・プラダ死去。娘が後を継ぐが、その後しばらく低迷。
- 1978年 - ミウッチャ・プラダがデザイナーに就任。

1980年代以降
- 1982年 - 靴の展開をスタート。
- 1989年 - 婦人服の展開をスタート。ミラノコレクションで発表。
- 1993年
  - ミュウミュウ（MIU MIU）の展開をスタート。コレクションの発表は2003年までミラノ、2004年以降パリで行っている。2007年までメンズコレクションも展開した。
  - 「現代アートやカルチャーにおいて最も急進的な知的チャレンジ」を効果的に発信することを目的としたPrada Milano Arteを設立。なお、2年後の95年にFondazione Prada（プラダ財団）と改称された。
- 1994年 - 紳士服の展開をスタート。ミラノメンズコレクションで発表。
- 1996年
  - 逆三角形のロゴプレートを付けた防水布「ポコノ」製品が各種発表され、事業規模を拡大。
  - グッチ株を買収。ただし、1999年までにLVMHに譲渡。
- 1999年
  - ヘルムート・ラング（HELMUT LANG）、ジル・サンダー（JIL SANDER）、イギリスの靴メーカー・チャーチ（Church's）と他社を次々に買収。「LVP」というLVMHとの合弁会社を設立し、フェンディ（FENDI）を傘下に収める等して友好関係を築いた。なお、フェンディは2000年にプラダ保有株式をLVMHに売却してLVMHの全面子会社とし、ヘルムート・ラング、ジル・サンダーは2006年にそれぞれ売却した。
  - オリバー・ピープルズ（OLIVER PEOPLES）がプラダのアイウェアのファーストコレクションを手掛ける。

2000年代以降
- 2003年
  - 3月29日、東京・銀座中央通りのセフォラ跡地（6丁目）に銀座店（初代）をオープン。
  - 6月7日、東京・南青山にヘルツォーク&ド・ムーロン設計の国内最大の旗艦店「エピセンター・ストア」をオープン。ショップの裏手には建築家の名前等が記されている。
- 2006年 - 男性向け香水「アンバー・プール・オム」、プラダ・スポーツのジーンズラインを発表。
- 2007年 - 日本のアニメーション映画「EX MACHINA -エクスマキナ-」に衣装デザインを提供。プラダが映画にデザインを提供するのは初めて。
- 2008年
  - LG電子（LG Electronics Inc.）とコラボレートした携帯電話「プラダ・フォン（PRADA Phone）」を発表。その後数年に一度のペースで新機種を登場させている。
  - サンフランシスコに旗艦店をオープン。総売場面積は約430m2。
- 2009年
  - エディ・スリマン（Hedi SLIMANE）がプラダのメンズウェアラインのキャンペーンフォトを撮影。
  - 4月2日から開かれたソウルモーターショーに現代自動車がプラダと共同でデザインした「ジェネシス・プラダ」を出展。現代自動車南陽研究所とミラノのプラダデザインセンターが2008年11月から共同で作業し、従来の「ジェネシス」の外装と内装デザインを新たに構成する。
  - 7月、パリ8区ボーボ広場92番地に5ヶ月限定ショップをオープン。総売場面積は約570m2。デザインはロベルト・バチョッキ。
- 2010年
  - 日本限定アイテムとしてプリントコレクションバッグを発表。
  - 2010年3月19日、プラダ女性差別事件が東京地方裁判所に提訴される。
  - 2010年5月15日、プラダ店舗の元女性管理職の社員達も女性の権利の侵害を主張してプラダに対する民事訴訟を東京地方裁判所へ提起。
  - 2010年7月、プラダは、女性が権利を主張したことによってブランドのイメージとロゴが傷ついたと被害者に対して反訴。
  - 9月18日、名古屋駅前の名古屋ビルデイングにプラダ名古屋店オープン。総売場面積は約920m2。
- 2011年
  - 6月24日、香港証券取引所に新規株式公開（IPO）。
  - 11月、銀座1丁目のトレシャス銀座にミュウミュウ銀座店オープン。
- 2012年
  - 1月、パリ オートクチュール・コレクション期間中にパリのイエナ宮にて、24時間だけの展覧会である「24時間ミュージアム（24h MUSEUM）」を開催。
  - 5月10日から8月19日まで、アメリカ・ニューヨークのメトロポリタン美術館で「スキャパレリとプラダ、不可能な対話」展を開催。エルザ・スキャパレリ（Elsa Schiaparelli）とプラダのアーカイブを集め、それぞれを対比しながら紹介。
  - ロンドンオリンピックに出場するイタリアセーリングチームのユニフォームをデザイン。
  - イタリア・ベネチアのカ・コルネール・デッラ・レジーナ（Ca Corner della Regina）でプラダ財団が展覧会「ザ・スモール・ユートピア. アース・マルティプリケイタ（The Small Utopia. Ars Multiplicata）」を開催。1901年から1975年のアート作品を展示した。
  - LG電子とのコラボレーションにより展開されている「PRADA PHONE」シリーズにスマートフォンが登場。キャリアはNTT docomo。専用ケースも発売された。
- 2013年
  - 創業100周年。
  - 2013年4月30日、国際連合人権高等弁務官事務所はプラダ女性差別事件のカウンターレポートを公開。
  - 2013年5月17日、国連経済社会理事会が、プラダ女性差別事件に基づき日本政府に対して、緊急に職場でのセクハラを違法にする新たな規制の導入を勧告した。
  - 春夏コレクションでは「ジャポニズム」をテーマとし、前掛け、菊の紋章など、和服をイメージしたビジュアルを提案した。
  - 映画「ザ・グレート・ギャツビー」の衣装協力。プラダからはプラダ、ミュウミュウの過去20年間のコレクションルックをもとにした34着のカクテルドレスとイブニングドレスが提供された。提供された衣装は、6月14日から6月30日まで、「CATHERINE MARTIN & MIUCCIA PRADA DRESS GATSBY」と題して青山店で展示された。
  - 7月13日、大阪・心斎橋筋に大阪初の旗艦店である「プラダ大阪心斎橋店」をオープン。総売場面積は約1,100m2。内装設計はロベルト・バチョッキが手掛けた。
  - 神戸で2店舗目となる旗艦店を神戸旧居留地にオープン。2フロアで、総売場面積は約1,000m2。
  - 銀座エリアの再開発計画に関連し、2003年にオープンした初代銀座店が6月30日をもって閉店。10月12日、5丁目に場所を移しリニューアルオープン。総売場面積は約991m2。設計はロベルト・バチョッキ。
    - 大阪心斎橋、神戸旧居留地、銀座の各新店舗のオープンの際には、記念コレクションとして各店舗ごとに異なる限定色のバッグを発売した。

  - 創業100周年記念プロジェクトとして、本店が入居する歴史的建造物ガレリアを含むショップの改造プロジェクトをミラノ市から委託を受ける。7月20日、メンズコレクションの新しいショップがオープン。その後、中2階にレストラン、その上階にはプラダ財団が運営するアートスペースを設け、グループ本部を設置、更にはミラノ市の新たな文化発信の拠点となる。
  - ドバイのシェイク・マクトゥームが、世界トップクラスのファッションデザインセンターを構築するために、ドバイのデザイン地区にプラダなど紹介したいと発表。2015年1月に完成した。
  - 12月13日、チャーチ表参道店オープン。同店舗は、商品の主要ディーラーである渡辺産業ではなく、プラダ・グループの事業として展開されている。
- 2015年
  - 3月28日、ミュウミュウ青山店を移転・リニューアルオープン。直近に2003年より継続して営業しているプラダ青山店と同じヘルツォーク&ド・ムーロンが設計している。
- 2017年
  - 「Shaping a Future（かたち作る未来）」という文化イベントを主催。イエール大学経済大学院とミラノ工科大学とともに現代社会の問題や未来への橋掛けとして何ができるかを考えるカンファレンスで、持続可能なデジタル社会や多国間共生の在り方について議論された。[4]

## 大きな出来事

### 他社の買収と売却
1996年には、グッチ株を買収するが、1999年までにすべてLVMHに譲渡している。さらに、同年には「ヘルムート・ラング」(Helmut Lang) と「ジル・サンダー」を続けざまに買収したが、両社とも既に手放している。
1999年、LVMHと合弁会社を作り、経営難に陥っていたファッションブランド「フェンディ」を買収したものの、その経営を立て直すことができないまま、2001年、全株式をLVMHに売却した。プラダは、現在でもこの時の負債を抱えている。
2008年にはイギリスの靴メーカー・チャーチを買収した。

### プラダジャパン事件
2010年に世界のメディアによって報道された訴訟事件である。
2009年12月10日、プラダの日本法人で当時セールスマネージャーを務めていた元社員が、職場で上司からセクハラを受け、抗議したところ解雇されたとして、女性を差別しているとしてプラダ・ジャパンに対して訴訟を起こした。商標が登録されているプラダSAルクセンブルグは、「女性の権利を表明することでプラダのブランドロゴが損なわれた」として名誉毀損で反論した。
2011年5月、元社員の支援者らはプラダの尖沙咀支店の外で集会を開き、香港証券取引所に新規株式公開（IPO）を拒否するよう求めた。2012年5月、アジアの多国籍企業を監視する労働ネットワークは、セバスチャン・スールが裁判中にもかかわらずジバンシィのCOOとして任命されたことを非難した。
2012年10月26日、東京地方裁判所の森岡玲子裁判官は元社員が主張する「上司からの容姿に関する誹謗」は事実が認められないとして解雇は有効と判断した。 また、「期毎に70万円の服装手当が支給される上で、別ブランドの製品を身につけて出勤していたことを注意するのは社会通念上、相当」で、「体形に関する発言は配慮を欠いた面があるが、慰謝料を認めるほどではない」として、元社員側の訴えを退けた。元社員は、彼女の差別の主張を、経済的、社会的および文化的権利に関する国連人権高等弁務官事務所に提出した。国連経済社会理事会は、元社員に言及することなく、職場でのセクシャルハラスメントを違法にする規制を制定するよう日本政府に要請する報告書を発行した。

## ヨットレース事業
1997年以降、現在の経営者であるベルテッリはヨットの国際レースであるアメリカスカップへの挑戦を開始する。
2000年大会ではプラダ・チャレンジとしてアメリカスカップへの挑戦者決定戦ルイ・ヴィトンカップで優勝、アメリカスカップ本戦はチーム・ニュージーランドと対戦、史上初のアメリカチームが存在しない組み合わせで行われたが0 - 5で惨敗した。
2003年大会もプラダ・チャレンジとしてルイ・ヴィトンカップに挑戦するも準決勝で敗れる。
2007年大会ではルナロッサチャレンジとしてルイ・ヴィトンカップの決勝で敗れ、アメリカスカップへの挑戦目前で敗退。ベルテッリは2007年大会をもって挑戦を終了することを表明したため、結局アメリカスカップを手にすることは叶わなかった。なおこの挑戦期間中は、自らもクルーとして愛艇「ルナロッサ」号に乗り込むベルッテリの姿を海上で見かけることができた。
2012年、ベルテッリはアメリカ合衆国ロードアイランド州にあるアメリカスカップの殿堂にイタリア人としてはじめて殿堂入り。
2013年大会（第34回）ではルナ・ロッサ・チャレンジとしてルイ・ヴィトンカップ決勝を争うが敗退。
2017年大会（第35回）はルナ・ロッサ・チャレンジとしての参戦を表明するが、ヨットの統一規格への不満から途中撤退。
2021年大会（第36回）では、シンジケート名を「ルナ・ロッサ・プラダ・ピレリ・チーム」と改め参戦。それに加え、挑戦艇決定シリーズ（従来のルイ・ヴィトンカップ）の冠スポンサーとなり「プラダカップ」と名称を改めることとなった。プラダカップでは予選ラウンドロビン2位からの逆転優勝でアメリカスカップ本戦に進むが、防衛艇のチーム・ニュージーランドに3 - 7で敗れた。
2024年大会（第37回）は、ルイ・ヴィトンカップ決勝まで進むも、INEOS Britanniaに7 - 4で敗れた。

## 商品・店舗展開
現在のプラダ・グループのCEOはミウッチャ・プラダの夫であるパトリッツィオ・ベルテッリである。ニューヨーク、ビバリーヒルズ、東京（港区・南青山）の世界3か所には、旗艦店「エピセンター・ストア」がある。
商品の製造は、大部分が自社工場で行われるが、メガネ・サングラスは同じイタリアのルックスオティカ社、香水・ボディパウダー類はスペインに本社を置くプーチ・プレステージ・ボーテ社（Puig Prestige Beaute）がライセンスを受けて製造している。
展開商品は以下の通りである。
PRADA
アパレル、バッグ、レザーグッズ、靴、コスチュームジュエリー、メガネ・サングラス、香水・ボディパウダーと、広く商品を展開している。後述する「PRADA PHONE」のような特徴ある商品もみられる。
miu miu
アパレル、バッグ、レザーグッズ、靴、コスチュームジュエリー、メガネ・サングラスと、展開商品は女性向けファッションアイテムに限定されている。なお、コティがライセンスを保有して、2015年秋から香水を発売。

### コレクションショーへの出展
新作商品はミラノコレクション、ミラノメンズコレクションに出展している。MIU MIUは、2004年から発表の場をパリコレクションに移し、独自色を強めた。

### 日本での展開
直営路面店は、「プラダ」が東京（青山・銀座）・名古屋駅前・大阪心斎橋・神戸旧居留地、「ミュウミュウ」が東京（青山・銀座トレシャス）・名古屋栄・神戸旧居留地に展開されている。
輸入・販売代理店は、製造元により以下のように異なる。
- 自社工場製造 - プラダジャパン
- ルックスオティカ社製 - ミラリジャパン
- PPB社製 - インターモード川辺（2012年までフィッツコーポレーション）

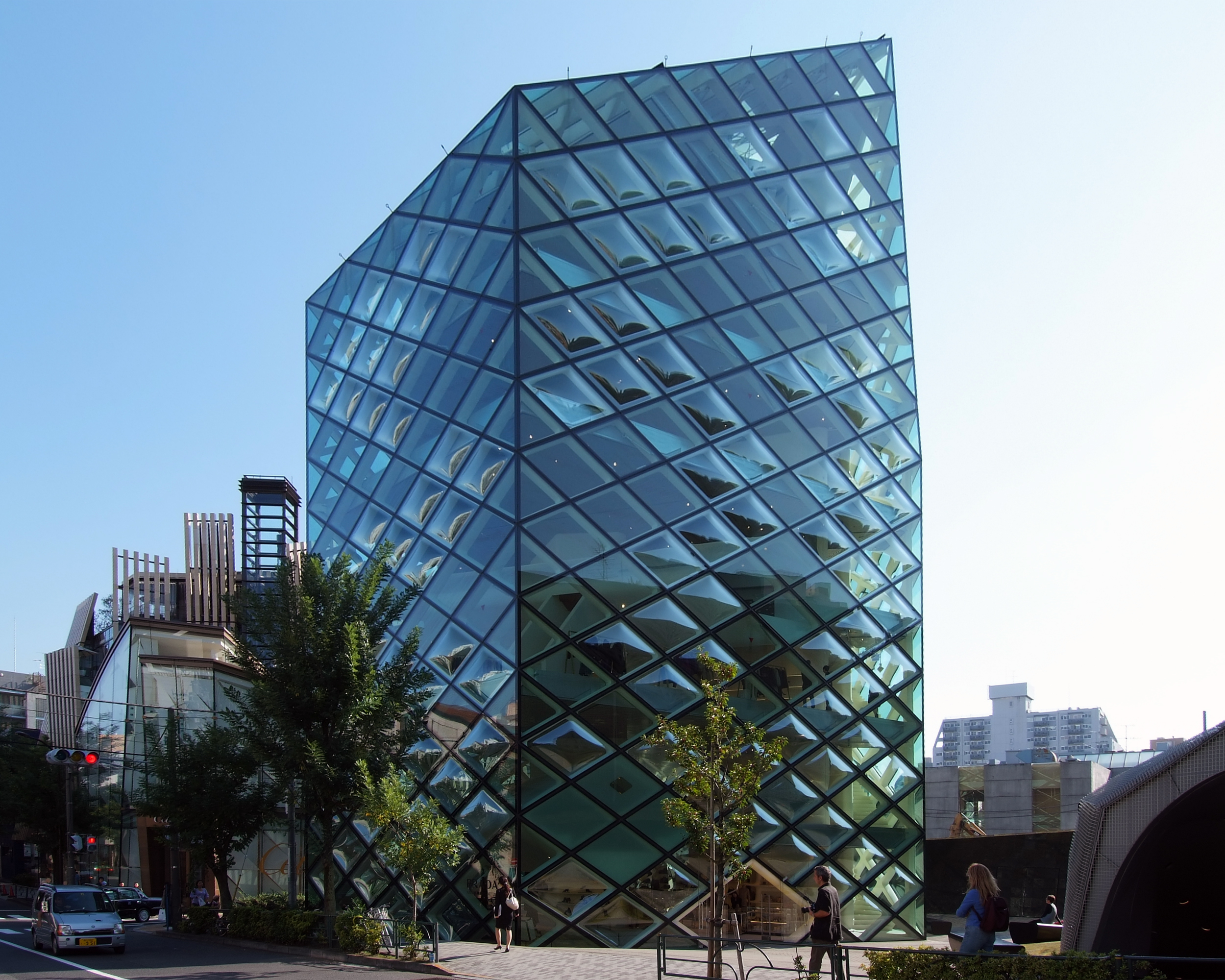
プラダ青山店
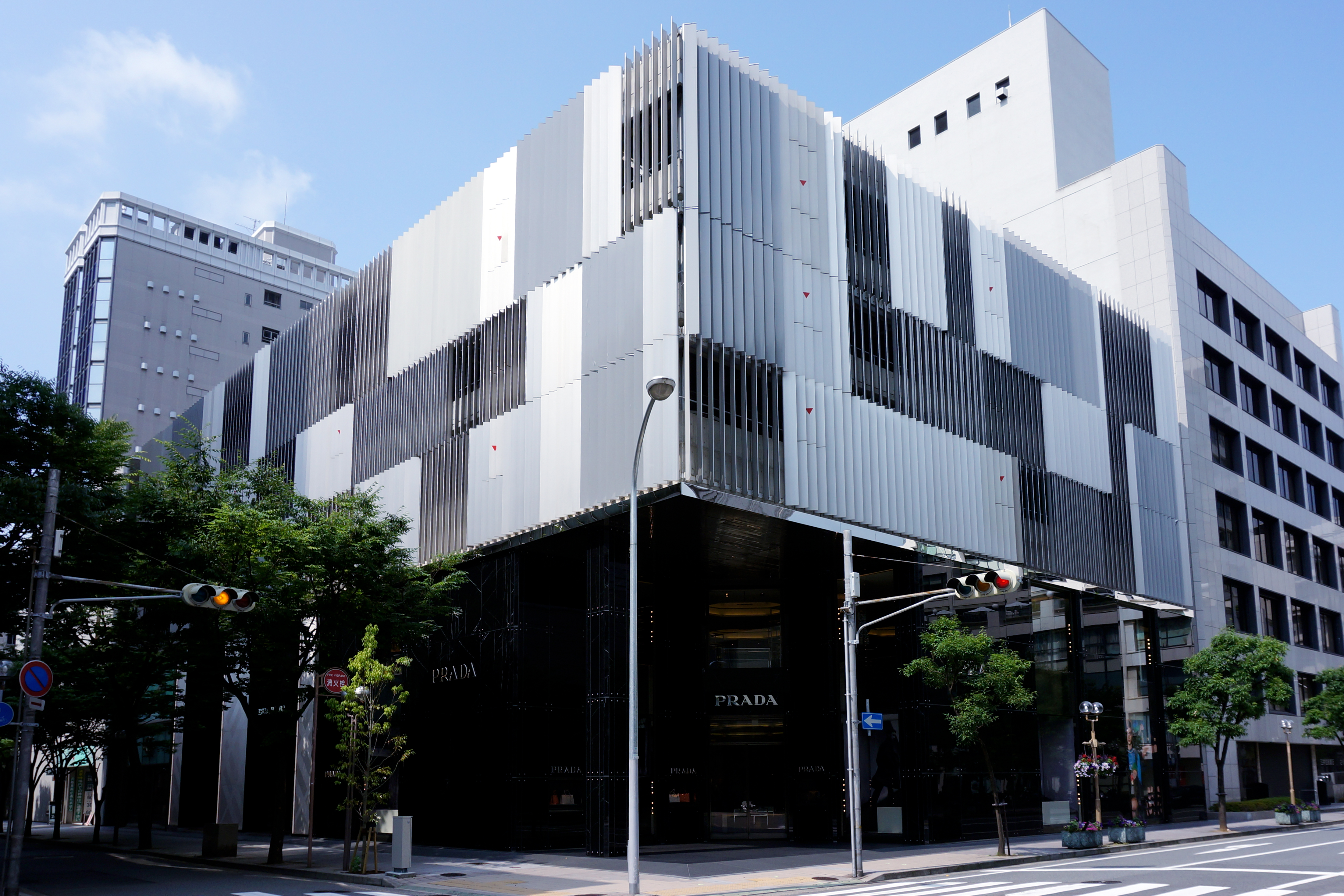
プラダ神戸店
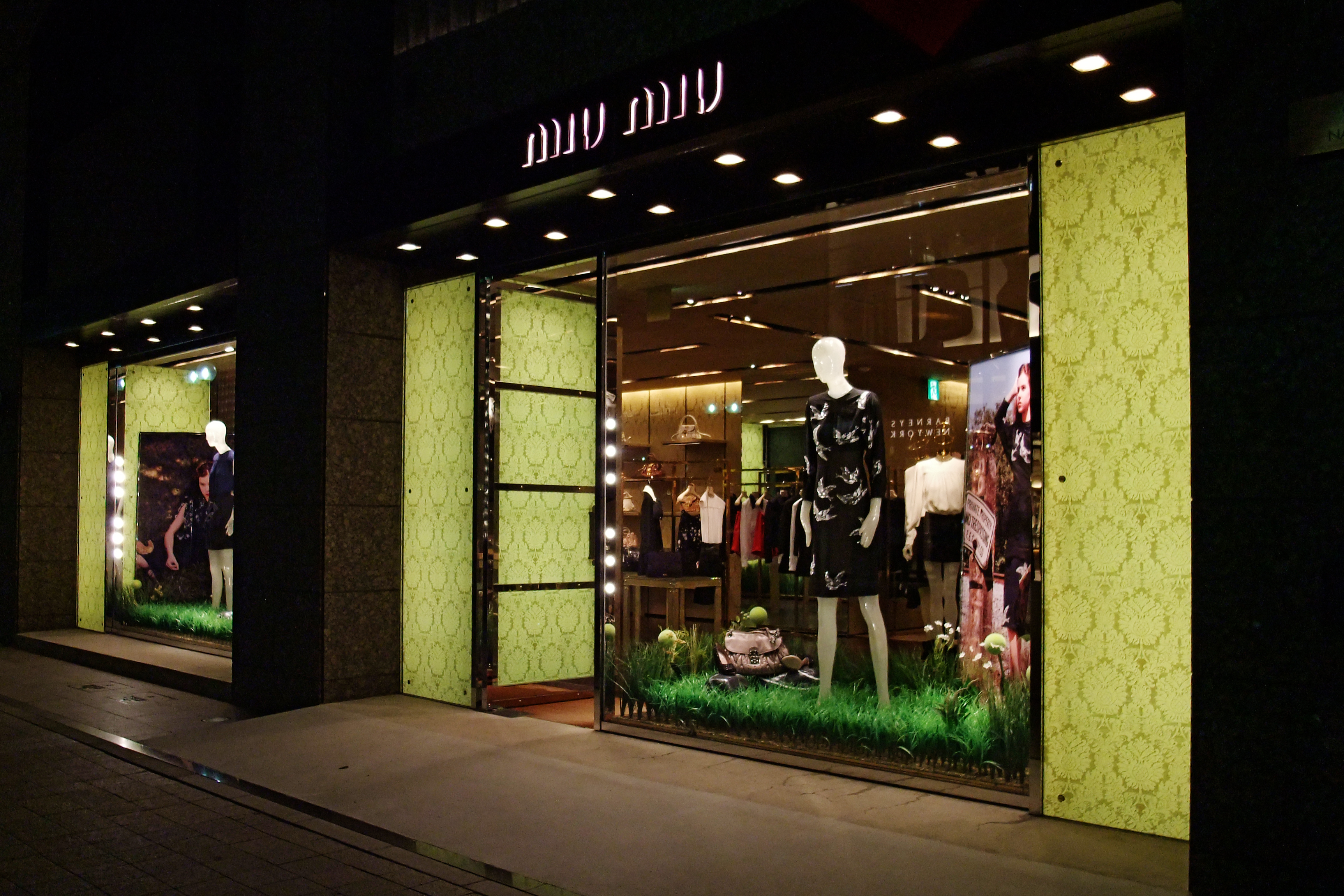
ミュウミュウ神戸店

### PRADA PHONE
韓国のLGエレクトロニクスとのコラボレーションで、数年に一度ブランドカラーの携帯電話・スマートフォン「PRADA Phone by LG」が発売されている。2012年には初のスマートフォンが登場した。
製品
- KE850 - 初代
- L852i - 初代ベースの日本市場向けモデル
- SB310 - 初代ベースの韓国市場向けモデル
- KF900 - 2代目
- L-02D - スマートフォン

## 歴代アンバサダー
- 永野芽郁 - ２０１９年から２０２５年[24][25]